# Karl Friedrich Bachmann
Karl Friedrich Bachmann, auch Carl Friedrich Bachmann (* 24. Juni 1785 in Altenburg; † 18. September 1855 in Kreuznach) war ein deutscher Philosoph und Mineraloge.

## Leben
Bachmann hatte das Gymnasium Altenburg besucht und Ostern 1803 an der Universität Jena ein Studium der Theologie in Angriff genommen. Während des Studiums interessierten ihn jedoch drängender philosophische Studien bei Georg Wilhelm Friedrich Hegel und Karl Christian Friedrich Krause. So promovierte er 1806 zum Doktor der Philosophie, absolvierte 1807 Bibliotheksstudien in Dresden und hielt sich 1808 in Heidelberg auf, wo er sich zu habilitieren beabsichtigte. Dennoch erkrankte er während dieser Zeit, so dass er von seinem Vorhaben ablassen musste. Stattdessen übernahm er eine Hauslehrerstelle in Belp bei Bern und kehrte 1810 nach Jena zurück, wo er sich als Privatdozent habilitierte. 1812 übertrug man ihm in Jena eine außerordentliche Professur der Philosophie und 1813 ernannte man ihn zum ordentlichen Professor der Politik und Moralphilosophie. Nachdem man ihn im Mai 1829 zum Hofrat von Sachsen-Altenburg ernannt hatte, wurde er 1832 Direktor des großherzoglichen Mineralogischen und Zoologischen Museums in Jena und 1837 erhielt er den Titel eines geheimen Hofrats.
Zudem beteiligte er sich an den organisatorischen Aufgaben der Salana. So war er Dekan der philosophischen Fakultät und war in den Sommersemestern 1824, 1828, 1838 sowie 1845 Rektor der Alma Mater. Auch war er Ritter des Ordens vom Weißen Falken. Bachmann war bereits als Student Mitglied der lateinischen Gesellschaft geworden, zudem war er Mitglied der mineralogischen Gesellschaft in Jena, Mitglied der St. Petersburger Mineralogischen Gesellschaft, der königlichen Sächsischen Mineralogischen Gesellschaft in Dresden, der öffentlichen Gesellschaft der Künste und Wissenschaften in Utrecht, der Gesellschaft der Künste und Wissenschaften in Gent, des historischen Instituts in Paris, Brüssel, Antwerpen, Philadelphia und andren Gelehrtengesellschaften und Vereinen.
1855 hatte er eine Kur in Schlangenbad durchgeführt, wo er sich bei einem Sturz von einem Maultier eine Kopfwunde zuzog. Gegen den ärztlichen Rat begab er sich auf die Rückreise nach Jena. Bei einem Halt in Kreuznach erlitt er einen Schlaganfall und verstarb. Bachmann war anfänglich ein Anhänger Hegels gewesen und wandelte sich 1820 zum Kritiker von dessen Philosophie. Ab 1824 gab er die mineralogische Zeitschrift Hermes heraus, verfasste Beiträge zur Allgemeinen Enzyklopädie der Wissenschaften und Künste und verfasste einige Arbeiten in verschiedenen wissenschaftlichen Zeitschriften sowie Journalen seiner Zeit.

## Werke (Auswahl)
- Diss. Aesthetices apud Graecos vestigia quaerens. Jena 1811
- Die Kunstwissenschaft in ihrem allgemeinen Umrisse dergestalt für academische Vorlesungen. Jena 1811
- Über Geschichte der Philosophie. Jena 1811, Jena 1820 (Online)
- Ueber Philosophie und Kunst. Ein Fragment. Jena 1812 (Online)
- Kleine philosophische Schriften. Jena 1812
- Sprache der Begriffsverwirrung deutscher Philosophen in Verstand und Vernunft. Ein Programm. Jena 1814
- Diss. de peccatis Tennemanni in historia philosophiae conscribenda. Jena 1814 (Resp. Theodor Karl Schmidt)
- Über die Philosophie meiner Zeit, zur Vermittlung. Jena 1816 (Online)
- Von der Verwandtschaft der Physik und der Psychologie. Utrecht 1821 (Online)
- Progr. Apospasmation ex historia philosophiae de obscuritate Heracliti. Pars I. Jena 1823
- System der Logik. Ein Handbuch zum Selbststudium. Leipzig 1828 (Online),  St. Petersburg 1831 (russisch: Всеобщее начертани е теори и искусств Бахмана. Online), auch: französisch
- Über Hegel's System und die Nothwendigkeit einer nochmaligen Umgestaltung der Philosophie. Leipzig 1833 (Online)
- Anti-Hegel. Antwort an Herrn Professor Rosenkranz in Königsberg, auf dessen Sendschreiben, nebst Bemerkungen zu der Recension meiner Schrift über Hegel's System in den Berliner Jahrbüchern von Herrn Professor Hinrichs in Halle. Jena 1835 (Online)
- Über eine Schattenseite unserer Literatur und über die Bestimmung der Universität nach dem Statut der Universität Jena. Zwei Protectorats-Reden. Darmstadt 1848 (Online)

## Weblink
- Werke von und über Karl Friedrich Bachmann in der Deutschen Digitalen Bibliothek

| Personendaten    | Personendaten                      |
| ---------------- | ---------------------------------- |
| NAME             | Bachmann, Karl Friedrich           |
| ALTERNATIVNAMEN  | Bachmann, Carl Friedrich           |
| KURZBESCHREIBUNG | deutscher Philosoph und Mineraloge |
| GEBURTSDATUM     | 24. Juni 1785                      |
| GEBURTSORT       | Altenburg                          |
| STERBEDATUM      | 18. September 1855                 |
| STERBEORT        | Kreuznach                          |